# 朐山 (山东)
36°30′23.5″N 118°32′57.1″E / 36.506528°N 118.549194°E

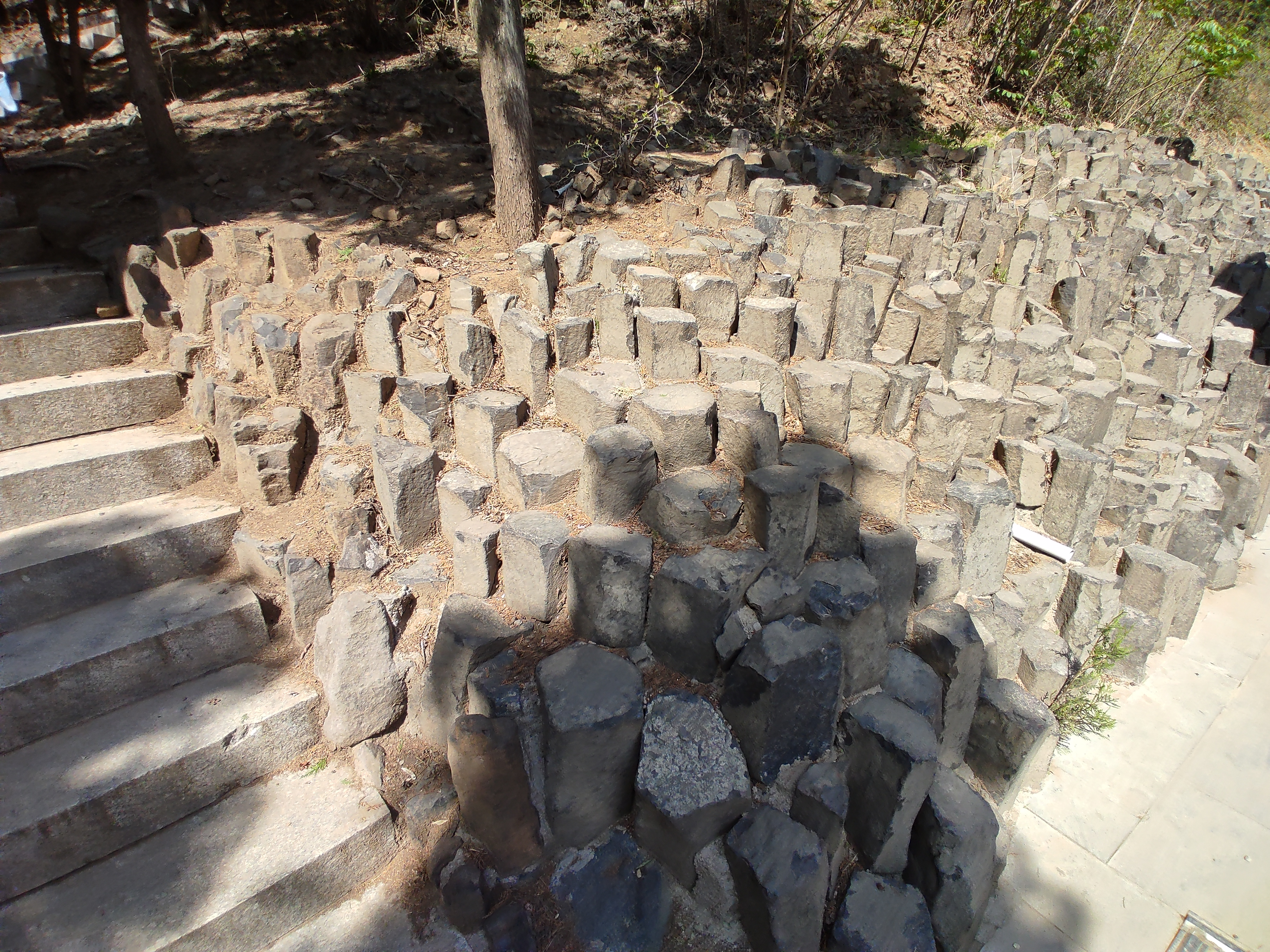
朐山表面裸露的黑色玄武岩柱

朐山，又称覆釜山，是中国山东省潍坊市临朐县东城街道境内的一座小山丘，该山海拔约160米，位于弥河以东，与粟山隔河相对。朐山上建有朐山公园，为临朐重要的旅游景点。每年农历三月三、九月九为朐山庙会。

## 文物古迹
朐山上原有玉皇殿、文昌阁、魁星楼等众多古建筑，形成了朐山古建筑群。1947年，国共双方爆发临朐战役，期间，朐山作为军事要点遭到双方反复争夺，原有的古建筑遭炮火损毁。如今朐山上的文昌阁、魁星楼等均系重建。
朐山南坡有1958年建设的临朐县烈士陵园，如今为临朐县县级文物保护单位。